# Verwaltungsgemeinschaft Leubatal

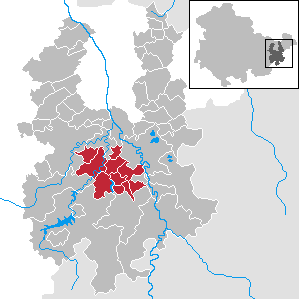
Lage der ehemaligen Verwaltungsgemeinschaft im Landkreis Greiz

In der Verwaltungsgemeinschaft Leubatal im thüringischen Landkreis Greiz hatten sich die Stadt Hohenleuben und neun Gemeinden zur Erledigung ihrer Verwaltungsgeschäfte zusammengeschlossen. Sitz der Verwaltungsgemeinschaft war Hohenleuben.

## Die Gemeinden
Nachfolgend die ehemaligen Gemeinden und deren Einwohnerzahl in Klammern (Stand: 31. Dezember 2012):
| Gemeinde           | Einwohner |
| ------------------ | --------- |
| Hain               | 74        |
| Hohenleuben, Stadt | 1.628     |
| Hohenölsen         | 607       |
| Kühdorf            | 70        |
| Lunzig             | 159       |

| Gemeinde     | Einwohner |
| ------------ | --------- |
| Neugernsdorf | 161       |
| Schömberg    | 109       |
| Steinsdorf   | 678       |
| Teichwitz    | 102       |
| Wildetaube   | 669       |

- Datenquelle: Thüringer Landesamt für Statistik

## Geschichte
Die Verwaltungsgemeinschaft wurde am 24. Oktober 1991 gegründet. Nach der Auflösung der Verwaltungsgemeinschaft Neumühle/Elster wurde im Jahr 1996 Neugernsdorf Mitglied. Am 18. Oktober 2011 beschloss die Gemeinschaftsversammlung die Auflösung der Verwaltungsgemeinschaft Leubatal, die mit dem Thüringer Gesetz zur freiwilligen Neugliederung kreisangehöriger Gemeinden im Jahr 2013 zum 31. Dezember umgesetzt wurde. Hain, Lunzig, Neugernsdorf und Wildetaube wurden nach Langenwetzendorf eingemeindet, Hohenölsen, Steinsdorf und Schömberg nach Weida. Teichwitz trat der Verwaltungsgemeinschaft Wünschendorf/Elster bei, Langenwetzendorf wurde erfüllende Gemeinde für die Stadt Hohenleuben sowie für Kühdorf.

### Einwohnerentwicklung
Entwicklung der Einwohnerzahl (Stand jeweils 31. Dezember):
| - 1994: 4818 - 1995: 4890 - 1996: 5035 - 1997: 5064 - 1998: 5079 - 1999: 5066 | - 2000: 4939 - 2001: 4896 - 2002: 4848 - 2003: 4902 - 2004: 4846 - 2005: 4768 | - 2006: 4605 - 2007: 4520 - 2008: 4441 - 2009: 4349 - 2010: 4337 - 2011: 4273 | - 2012: 4257 |

 Datenquelle: Thüringer Landesamt für Statistik